# Hypocrisy
Gli Hypocrisy sono un gruppo death metal svedese, noto inizialmente come Seditious. La band è stata formata nell'ottobre 1991 a Ludvika, da Peter Tägtgren. Il loro stile, nel corso degli anni, è passato dal tradizionale death metal degli inizi della loro carriera al melodic death metal. I primi album contenevano dei testi anticristiani/satanisti, ma a partire da The Fourth Dimension si sono focalizzati maggiormente su tematiche quali il paranormale e le forme di vita extraterrestre, pur mantenendo altre tematiche tipiche del death metal (violenza, pazzia, religione, dipendenza da droghe). Sono stati tra i capostipiti del movimento death metal in Europa, e soprattutto in Svezia. 
Gli Hypocrisy sono da sempre sotto contratto con l'etichetta discografica Nuclear Blast.

## Storia

### Gli inizi e i primi due album (1991 - 1994)

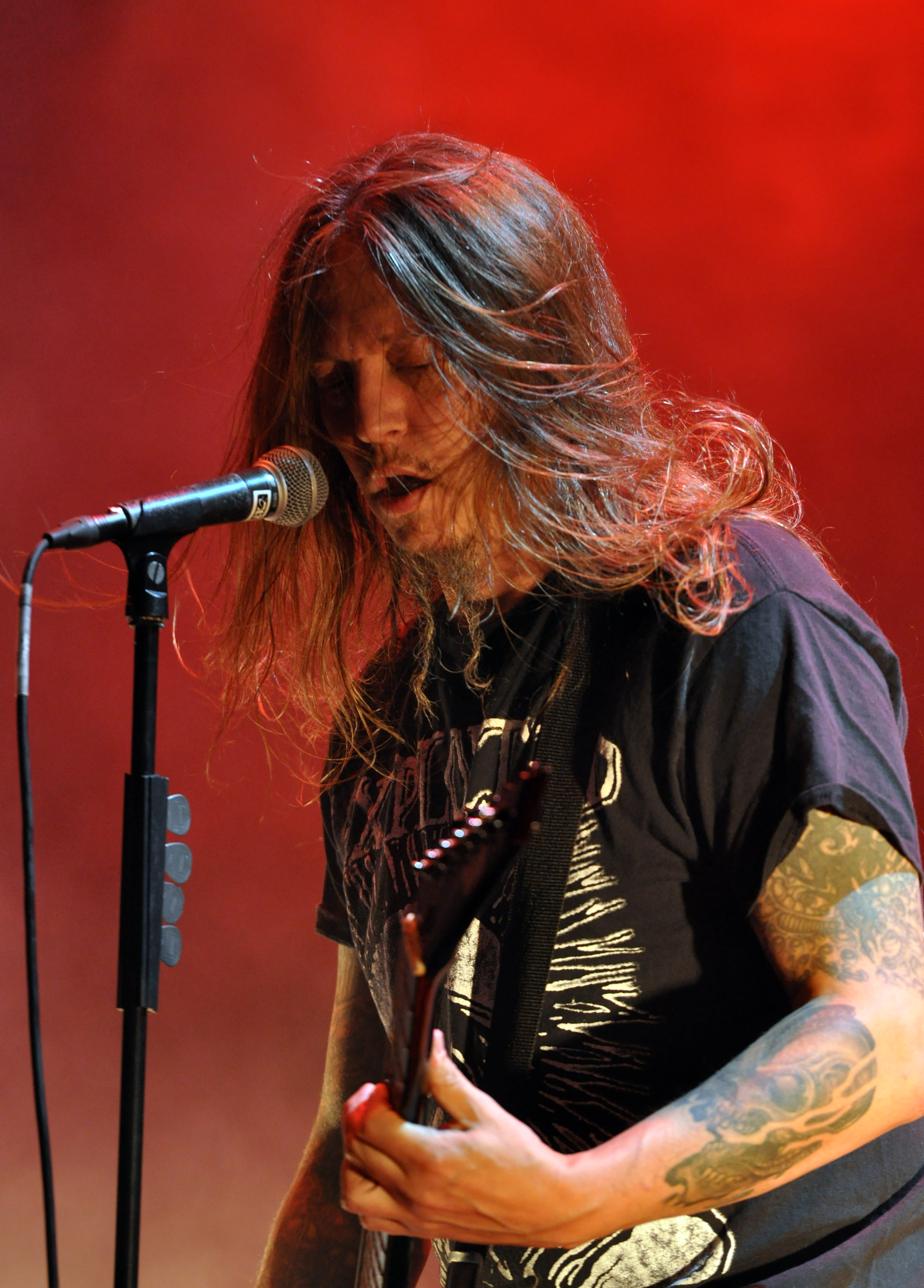
Peter Tägtgren

Dopo le esperienze in Nordamerica come chitarrista live di band quali Malevolent Creation e Meltdown, il chitarrista Peter Tägtgren ritorna in Svezia e decide di avviare un proprio progetto musicale. Inizialmente si occupa personalmente della registrazione di tutti gli strumenti, e nel 1991 compone una demo denominata Rest In Pain contenente 3 brani: God Is a Lie, Suffering Souls e To Escape Is to Die. Tagtgren rimane insoddisfatto delle registrazioni e in particolare delle parti vocali, e il demo non viene distribuito.
Poco dopo a Tagtgren si uniscono il cantante degli Epitaphvotary Masse Broberg e il bassista Mikael Hedlund, con cui viene registrata una seconda versione di Rest in Pain nel 1992, con l'aggiunta di Left to Rot e Nightmare. Ottenuto un contratto con la Nuclear Blast, ai tre si uniscono anche il batterista Lars Szöke e il chitarrista Jonas Österberg; con questa formazione gli Hypocrisy si esibiscono per la prima volta dal vivo il 6 giugno 1992. Pubblicano il loro album di debutto, Penetralia, nell'ottobre 1992, fortemente influenzato dal death metal della Florida, con testi blasfemi e satanisti. Nello stesso anno Österberg e Szöke pubblicano Tranquillity con il loro progetto musicale Epitaph. Nel 1993 esce l'EP Pleasure of Molestation sull'etichetta statunitense Relapse Records, mentre il secondo chitarrista Österberg lascia la band.

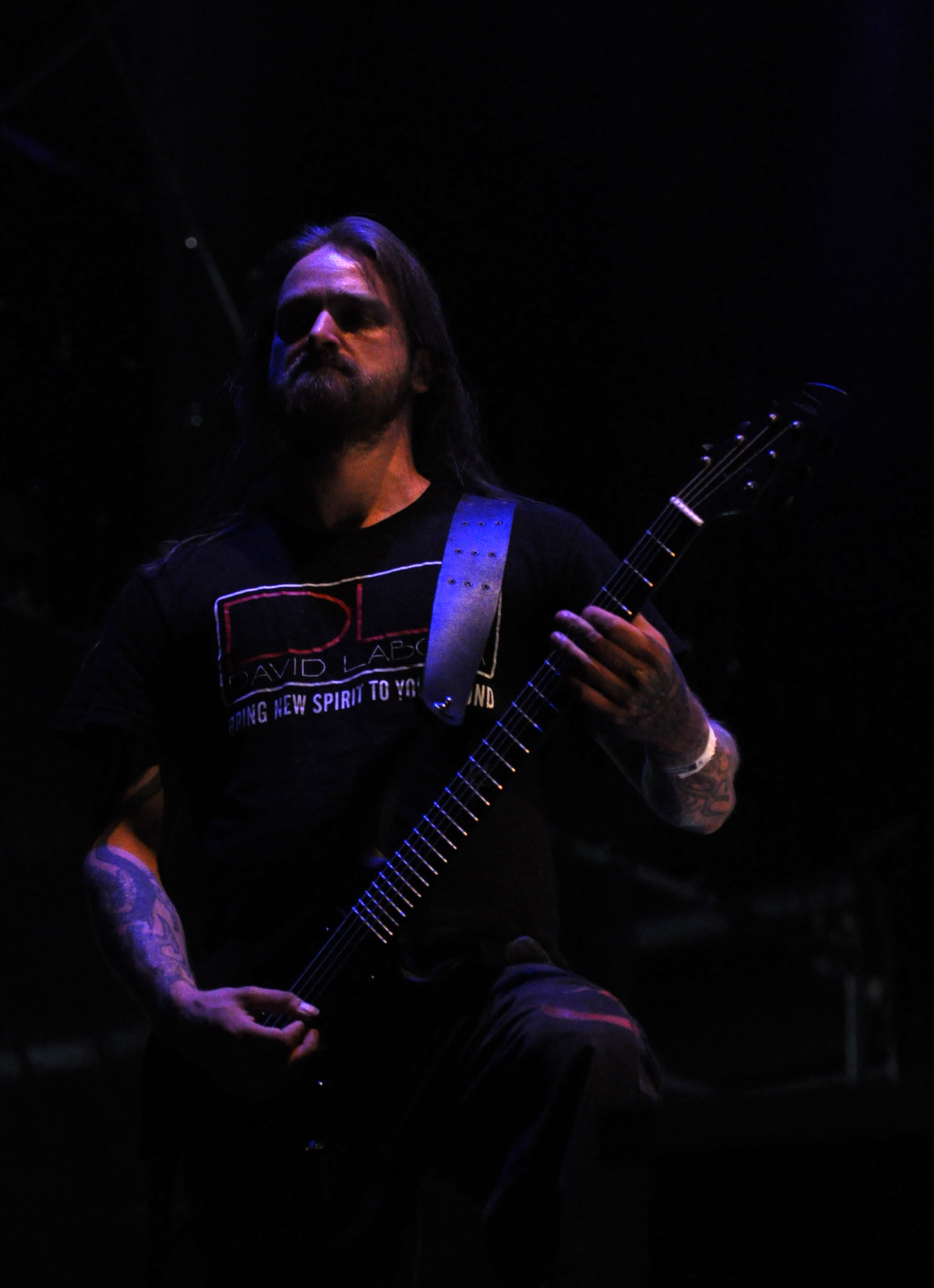
Tomas Elofsson

Nell'ottobre del 1993 la Nuclear Blast pubblica il secondo lavoro della band, intitolato Osculum Obscenum, contenente tra l'altro una reinterpretazione di Black Metal dei Venom. Segue un tour in supporto all'album, insieme a complessi come Deicide e Cannibal Corpse, ma a causa di una crisi nervosa di Broberg, Tagtgren è costretto ad assumere anche il ruolo di cantante. Poco dopo Broberg si unisce al gruppo black metal Dark Funeral, assumendo il nome d'arte di Magnus Emperor Caligula. Dopo al fine del tour, la formazione si stabilizza in un trio comprendente Tagtgren, Heldlund e Szoke, che registrano e pubblicano il secondo EP Inferior Devoties, contenente anche una reinterpretazione di Black Magic degli Slayer.

### La svolta melodica e l'annuncio dello scioglimento (1994 - 1997)
Pochi mesi dopo, nel marzo 1994, gli Hypocrisy iniziano la registrazione del loro terzo album, che esce il 25 ottobre con il titolo The Fourth Dimension.
Il disco introduce importanti cambiamenti, sia sul piano musicale, con una maggiore presenza di tastiere, sia dal punto di vista dei testi, che segnano un allontanamento dal satanismo e dall'anticristianesimo con l'introduzione di tematiche come il paranormale. Inoltre viene pubblicata anche un'edizione speciale per il Giappone, contenente tutte le tracce dell'EP Inferior Devoties.

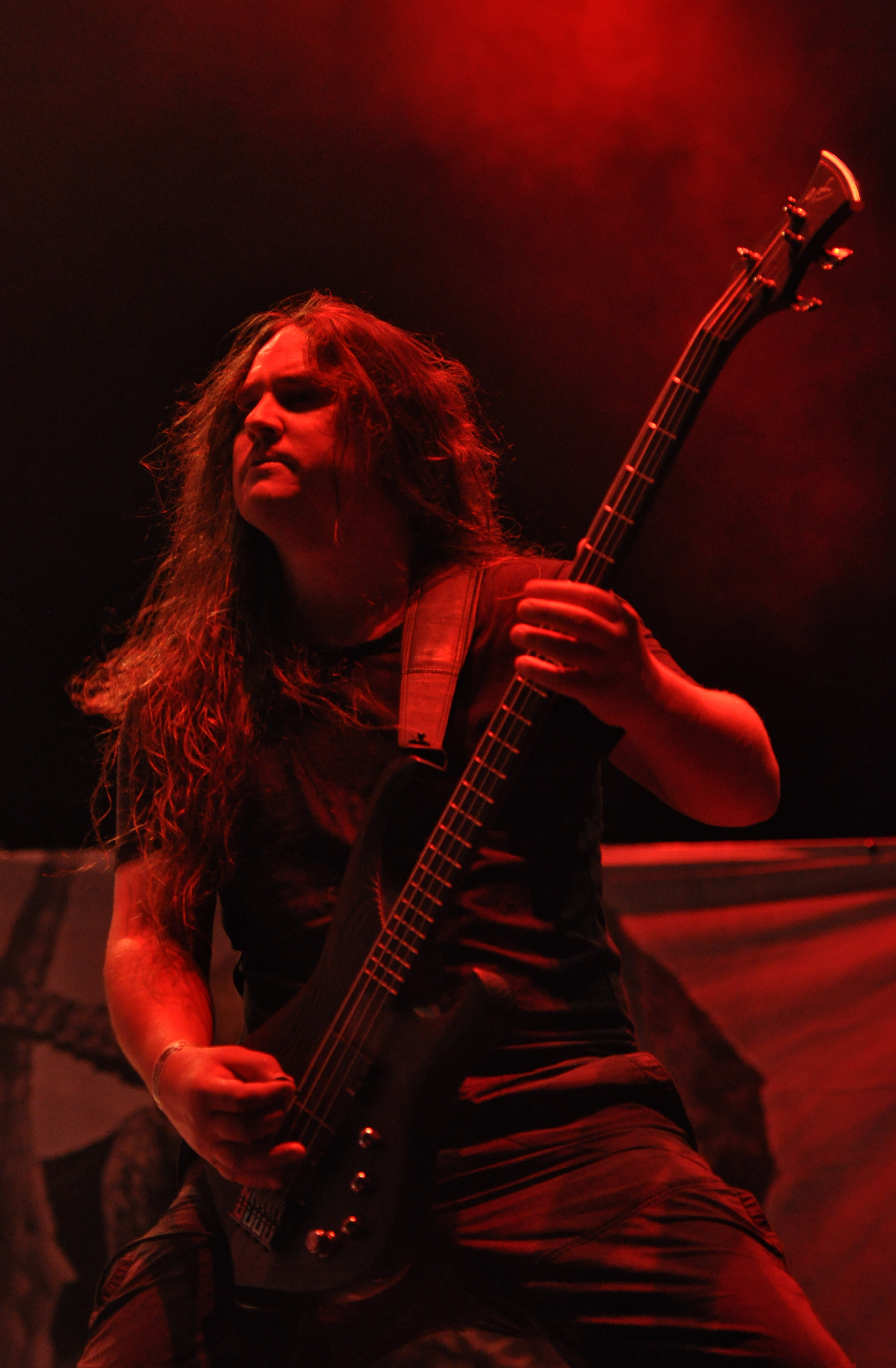
Mikael Hedlund

Dopo aver toccato, durante un lungo tour, paesi come Messico e Portogallo, il terzetto registra e pubblica il terzo EP Maximum Abduction, con una reinterpretazione di Strange Ways dei Kiss. Per i primi mesi del 1996 i componenti sono impegnati in altri progetti: Tagtgren è temporaneamente chitarrista live dei Marduk e si occupa del suo progetto industrial metal Pain, inoltre fonda assieme a Szoke e Hedlund i The Abyss, assumendo il ruolo di batterista, cantante e bassista e pubblicando The Other Side e Summon the Beast.
Nel febbraio 1996 è la volta del quarto lavoro Abducted, registrato agli Abyss Studios di proprietà di Tagtgren. Il disco, caratterizzato per la prima volta da testi sulle forme di vite extraterrestri, viene seguito poco dopo da un singolo split con i Meshuggah intitolato semplicemente Hypocrisy/Meshuggah. In quello stesso periodo si verifica l'ingresso nel gruppo del chitarrista Mathias Kamijo, che aveva già militato in Pain, The Abyss e Abemal, come componente live.
Nell'ottobre 1997 viene pubblicato il quinto album The Final Chapter, contenente fra l'altro una reinterpretazione di Evil Invaders dei Razor.
Appena dopo la pubblicazione Tagtgren annuncia l'imminente scioglimento degli Hypocrisy, dettato dal desiderio di concentrarsi solo sui Pain, ma gli ottimi riscontri di critica e pubblica lo spingono a cambiare idea e a continuare la carriera con gli Hypocrisy.

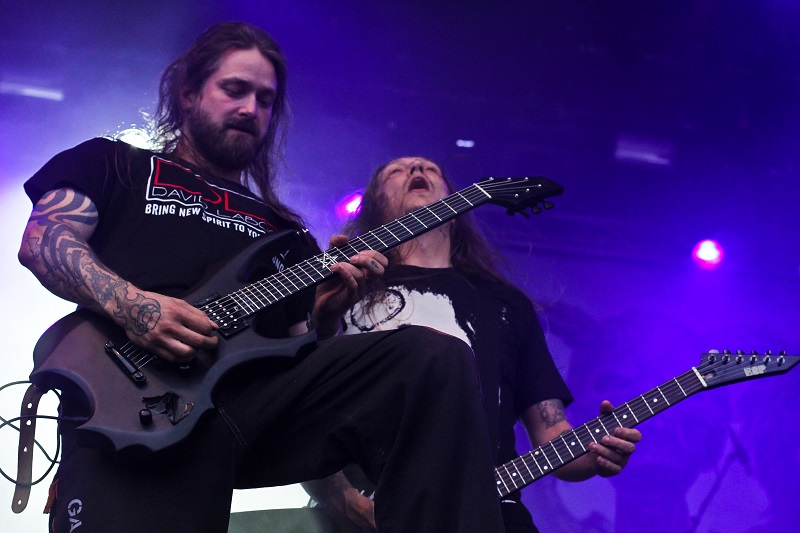
Eloffson e Tägtgren al Getaway Rock Festival 2013

### L'album omonimo e il nuovo millennio (1998  - 2004)
Abbandonata l'idea dello scioglimento, il terzetto pubblica nel marzo 1999 il suo primo album live, intitolato Hypocrisy Destroys Wacken, nel quale la band inserisce le sue tracce principali. L'album si distingue per la presenza del chitarrista live Mathias Kamijo e di quattro tracce studio, Time Warp, Until the End, Fuck U e Beginning of the End. Pochi mesi dopo, nel giugno 1999, viene pubblicato l'album studio Hypocrisy, inizialmente intitolato Cloned. Nell'estate di quell'anno il gruppo è impegnato in vari festival, prima di partire per un tour europeo a settembre con complessi come Disbelief, Dismal Euphony, The Kovenant e Gardenian.
Poco dopo Tagtgren forma il progetto death metal/grindcore Lock Up, assieme al bassista dei Napalm Death Shane Embury, al chitarrista Jesse Pintado e al batterista dei Dimmu Borgir Nick Barker. Il primo album Pleasures Pave Sewers vendette molto bene in Germania, ma Tagtgren decide di abbandonare il progetto prima che iniziasse l'attività live del gruppo.
Nel 2000 il frontman fu occupato prima nella pubblicazione nuovo album dei Pain Rebirth, poi nel nuovo lavoro degli Hypocrisy Into the Abyss, pubblicato ad agosto dello stesso anno. Dopo qualche mese di pausa, il gruppo registra il successivo Catch 22 e parte per un tour europeo tra marzo e aprile.
Poco dopo gli Hypocrisy iniziano a lavorare al nono album di studio, ma la registrazione prosegue piuttosto lentamente, e il disco, intitolato The Arrival, viene pubblicato solo nel 2004. Il lavoro, l'ultimo per Lars Szöke, comprende anche la ri-registrazione della traccia The Abyss (in precedenza pubblicata come bonus track di The Fourth Dimension) e di New World, scritta in collaborazione con Silenoz dei Dimmu Borgir.

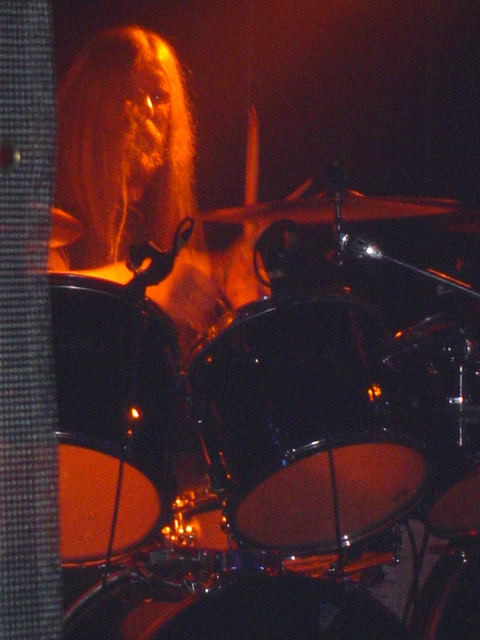
Horgh in concerto con gli Hypocrisy nel 2006

Subito dopo la pubblicazione si verifica un importante cambio di formazione con l'entrata del batterista Horgh (Immortal, Grimfist, Pain e Lost at Last) e il reclutamento di un chitarrista fisso: Andreas Holma, già con Immortal, Deströyer 666, Scattered Corpsevader, Catastrophic, Malevolent Creation, Disbelief e Obscenity. In seguito Tagtgren è impegnato in altri progetti: prima fa da ospite nel disco dei Kataklysm del 2004 Serenity in Fire nella traccia For All Our Sins, poi si unisce ai Bloodbath, progetto di Dan Swanö. Il 12 febbraio gli Hypocrisy iniziano un tour nel Nordamerica assieme a Exhumed, Cannibal Corpse e Vile, partendo da Houston, poi prendono parte al festival europeo No Mercy dal 29 marzo, con complessi come Cannibal Corpse, Exhumed, Carpathian Forest, Kataklysm, Spawn of Possession, Vomitory e Prejudice. Poco dopo Horgh lascia i Grimfist per concentrarsi solo sugli Hypocrisy, e il terzetto partecipa al concerto 34'000 Ton Metal Cruise svoltosi a Stoccolma il 25 settembre su di un traghetto, assieme a Skyclad, Amon Amarth, Tankard, Tad Morose, Stormwarrior e Wolf, prima di partire per un breve tour negli Stati Uniti assieme a Soilwork e Dark Tranquillity nel gennaio 2005.

### Ultimi anni

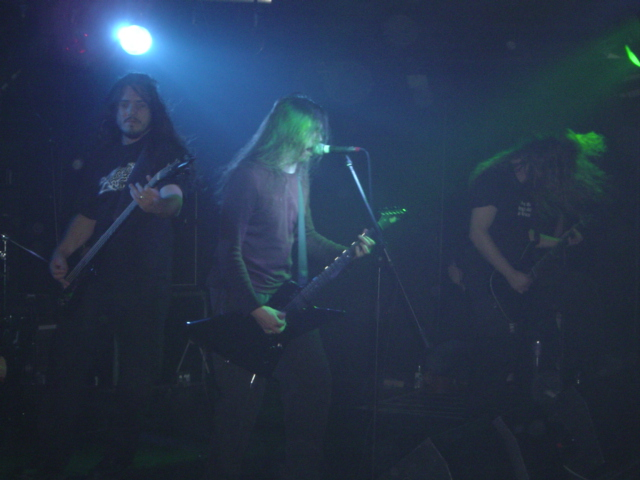
Gli Hypocrisy in concerto nel 2009

Nel febbraio dello stesso anno Tagtgren è occupato nella produzione di Inventor of Evil dei Destruction, poi qualche mese più tardi produce il nuovo disco dei Celtic Frost Monotheist. Il mese successivo esce il decimo lavoro degli Hypocrisy, intitolato Virus, primo e ultimo con Andreas Holma. Vede anche la partecipazione del chitarrista Gary Holt degli Exodus nella traccia Scrutinized. Seguono in novembre alcuni concerti in Europa con gli stessi Exodus e con i Keep of Kalessin di supporto.
Dal gennaio 2006 il gruppo è impegnato in un tour nel Nordamerica assieme a Nile, Decapitated, With Passion, Raging Speedhorn e Soilent Green. In seguito la band partecipa ad un tour organizzato da Metal Hammer, assieme a complessi come Scar Symmetry, Soilwork e One Man Army and the Undead Quartet. Nel settembre 2006 il chitarrista Holma lascia per assenza di motivazioni, e viene sostituito dal session man Klas Ideberg dei Darkane per un tour negli Stati Uniti assieme a Fear Factory, Suffocation e Decapitated a partire dal 26 ottobre.
Nel 2008 viene pubblicata la ristampa di Catch 22 intitolata Catch 22 V2.0.08, completamente rimasterizzata e con tutte le parti vocali e di chitarra riregistrate.
Il 23 ottobre 2009, dopo quattro anni da Virus, esce l'undicesimo lavoro della band, intitolato A Taste of Extreme Divinity. Vengono presto annunciate date in Nordamerica assieme a Ensiferum, Ex Deo e Blackguard, ma il tour, che sarebbe dovuto partire il 5 novembre, viene cancellato.
A partire dal gennaio 2010 iniziò invece un tour europeo in supporto al disco, che secondo le dichiarazioni della band sarà anche l'unico, data la preparazione in tempi brevi di un nuovo disco dei Pain.
Il gruppo annuncia anche la pubblicazione di un nuovo live, registrato a Sofia durante il tour europeo 2010 (Hell over Sofia - 20 Years of Chaos and Confusion), sarà pubblicato nell'anno successivo per celebrare il ventesimo anniversario della band. Tra la primavera e l'estate del 2010 il gruppo aveva anche intrapreso un tour nel Sudamerica, toccando Argentina, Brasile, Colombia, Costa Rica, Messico, El Salvador e Bolivia.
Nel 2013 esce l'ultimo album in studio, intitolato non a caso End of Disclosure. Dopodiché la band s'imbarca nel tour di supporto al disco senza il bassista storico Mikael Hedlund, rimasto a casa per non specificati motivi..
A quattro anni di distanza, il leader Peter Tägtgren dichiara di non conoscere il futuro della band..
26 novembre 2021: viene pubblicato (sempre per la Nuclear Blast) il nuovo album dal titolo "Worship", contenente 11 brani, preceduto dai singoli "Chemical Whore" e "Dead World".

## Formazione

### Formazione attuale
- Peter Tägtgren – chitarra, tastiere (1991-presente),  voce (1993-presente)
- Mikael Hedlund – basso (1992-presente)

### Ex componenti
- Horgh – batteria (2004-2022)
- Jonas Österberg – chitarra (1992)
- Magnus Broberg – voce (1992-1993)
- Lars Szöke – batteria (1991-2004)
- Andreas Holma – chitarra (2004-2006)

### Turnisti
- Tomas Elofsson – chitarra (2010-presente)

### Ex turnisti
- Mathias Kamijo – chitarra (1996-2004)
- Klas Ideberg – chitarra (2006)
- Alexi Laiho – chitarra (2009, 2010)
- André Skaug – basso (2013, 2019)

## Discografia

### Album in studio
- 1992 - Penetralia
- 1993 - Osculum Obscenum
- 1994 - The Fourth Dimension
- 1996 - Abducted
- 1997 - The Final Chapter
- 1999 - Hypocrisy
- 2000 - Into the Abyss
- 2002 - Catch 22
- 2004 - The Arrival
- 2005 - Virus
- 2009 - A Taste of Extreme Divinity
- 2013 - End of Disclosure
- 2021 - Worship

### Album dal vivo
- 1998 - Hypocrisy Destroys Wacken
- 2011 - Hell over Sofia - 20 Years of Chaos and Confusion

### Raccolte
- 2001 - 10 Years of Chaos and Confusion
- 2012 - Beast of Hypocrisy

### EP
- 1993 - Pleasure of Molestation
- 1994 - Inferior Devoties
- 1996 - Maximum Abduction
- 2013 - Too Drunk to Fuck

### Compilation
- 1996 - Pleasure of Molestation/Maximum Abduction
- 2002 - Catch 22/Into the Abyss
- 2007 - The Final Chapter + Hypocrisy
- 2013 - Penetralia/Osculum Obscenum (Re-Mastered + Live-Bonus)

### Singoli
- 1996 - Carved Up
- 2008 - Don't Judge Me
- 2009 - Valley of the Damned
- 2011 - Eraser
- 2013 - End of Disclosure

### Split
- 1992 - Nuclear Blast Sampler
- 1996 - Future Breed Machine/Roswell 47
- 2001 - Nuclear Blast Festivals 2000
- 2003 - Hypocrisy/Kataklysm/Disbelief
- 2009 - Valley of the Damned/Hordes of War

### Demo
- 1991 - Rest in Pain
- 1992 - Rest in Pain '92

## Videografia
- 1999 - Hypocrisy Destroys Wacken
- 2001 - Live & Clips
- 2011 - Hell over Sofia - 20 Years of Chaos and Confusion